# Nikolaus Mayr-Melnhof

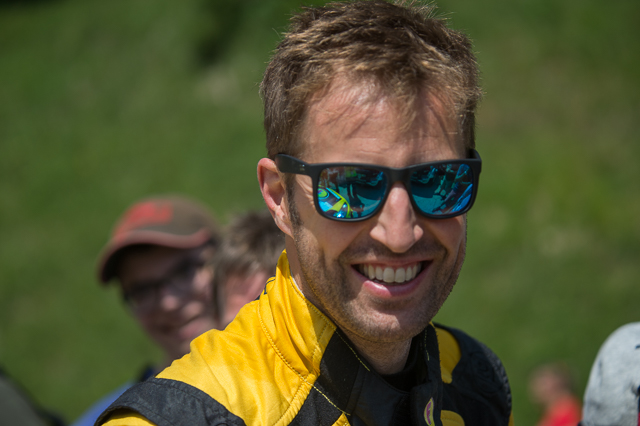
Mayr-Melnhof bei der Schneeberglandrallye 2017

Nikolaus Mayr-Melnhof (* 9. November 1978 in Leoben) ist ein österreichischer Autorennfahrer. Er startete 2012 in der FIA-GT1-Weltmeisterschaft.

## Karriere
Mayr-Melnhof begann seine Motorsportkarriere im GT-Sport. 2008 startete er im GT4 Europacup und wurde Neunter in der Gesamtwertung. Nachdem er 2009 in keiner internationalen Rennserie angetreten war, nahm er 2010 für das Team S-Berg Racing an sechs Rennen der FIA-GT3-Europameisterschaft teil. Darüber hinaus debütierte Mayr-Melnhof in der FIA-GT1-Weltmeisterschaft. Er trat zusammen mit Alessandro Pier Guidi für das Triple H Team Hegersport in einem Maserati MC12 GT1 zu einer Veranstaltung an. 2011 nahm Mayr-Melnhof zusammen mit Albert von Thurn und Taxis für Reiter Engineering in einem Lamborghini Gallardo LP600+ an der FIA-GT3-Europameisterschaft teil. Die beiden gewannen zwei Rennen und beendeten die Saison auf dem achten Platz in der Fahrerwertung. Darüber hinaus nahm Mayr-Melnhof an drei Rennen der Blancpain Endurance Series teil.
2012 erhielt Mayr-Melnhof beim BMW Team Vita4One ein Cockpit in der FIA-GT1-Weltmeisterschaft. Zusammen mit Mathias Lauda pilotiert er einen BMW Z4 GT3.

## Karrierestationen
| - 2008: GT4 Europacup (Platz 9) - 2010: FIA-GT3-Europameisterschaft (Platz 28) | - 2010: FIA-GT1-Weltmeisterschaft (Platz 58) - 2011: FIA-GT3-Europameisterschaft (Platz 8) | - 2011: Blancpain Endurance Series, GT3 Pro Cup (Platz 21) - 2012: FIA-GT1-Weltmeisterschaft |